# Alessio Boggiatto
Alessio Boggiatto (Moncalieri (Turijn), 18 januari 1981) is een Italiaanse zwemmer. Hij vertegenwoordigde zijn vaderland op de Olympische Zomerspelen 2000, 2004 en 2008. Boggiatto's zus, Chiara, zwemt eveneens op het hoogste niveau.

## Zwemcarrière
Bij zijn internationale debuut, op de Europese kampioenschappen zwemmen 1999 in Istanboel, Turkije, eindigde Boggiatto als vierde op de 400 meter wisselslag en strandde hij in de series van de 200 meter wisselslag. Op de EK kortebaan 1999 in Lissabon, Portugal eindigde de Italiaan als zesde op de 1500 meter vrije slag en als achtste op de 400 meter wisselslag. In Helsinki, Finland nam Boggiatto deel aan de EK zwemmen 2000, op dit toernooi eindigde hij als vijfde op de 400 meter wisselslag. Tijdens de Olympische Zomerspelen van 2000 in Sydney, Australië eindigde de Italiaan als vierde op de 400 meter wisselslag. Op de EK kortebaan 2000 in Valencia, Spanje veroverde Boggiatto de Europese titel op de 400 meter wisselslag, op de 200 meter vlinderslag werd hij uitgeschakeld in de series.

### 2001-2004
Op de Wereldkampioenschappen zwemmen 2001 in Fukuoka, Japan veroverde Boggiatto de wereldtitel op de 400 meter wisselslag, op de 200 meter wisselslag eindigde hij als zevende en op de 200 meter vlinderslag strandde hij in de series. Op de EK kortebaan 2001 in Antwerpen, België wist de Italiaan met succes zijn Europese titel op de 400 meter wisselslag te verdedigen, daarnaast sleepte hij de bronzen medaille in de wacht op de halve afstand. Tijdens de Europese kampioenschappen zwemmen 2002 in Berlijn, Duitsland veroverde Boggiato de Europese titel op de 400 meter wisselslag en de zilveren medaille op de 200 meter wisselslag. In Riesa, Duitsland nam de Italiaan deel aan de EK kortebaan 2002, op dit toernooi legde hij voor de derde keer in successie beslag op de Europese titel op de 400 meter wisselslag en eindigde hij als vijfde op de 200 meter wisselslag. Tijdens de Wereldkampioenschappen zwemmen 2003 in Barcelona, Spanje eindigde de Italiaan als achtste op de 400 meter wisselslag en werd hij uitgeschakeld in de series van de 200 meter wisselslag. Op de EK kortebaan 2003 in Dublin, Ierland eindigde Boggiatto als vierde op de 400 meter wisselslag en als zevende op de 200 meter wisselslag, op de 200 meter schoolslag en de 200 meter vlinderslag strandde hij in de series. In Madrid, Spanje nam de Italiaan deel aan de Europese kampioenschappen zwemmen 2004, op dit toernooi veroverde hij de bronzen medaille op de 400 meter wisselslag en eindigde hij als vierde op de 200 meter wisselslag. Tijdens de Olympische Zomerspelen van 2004 in Athene, Griekenland eindigde Boggiatto als vierde op de 400 meter wisselslag, op de halve afstand werd hij uitgeschakeld in de halve finales.

### 2005-2008
Op de Wereldkampioenschappen zwemmen 2005 in Montreal, Canada eindigde Boggiatto als vierde op zowel de 200 als de 400 meter wisselslag. In eigen land, in Triëst, nam de Italiaan deel aan de EK kortebaan 2005, op dit toernooi sleepte hij de bronzen medaille in de wacht op de 200 en de 400 meter wisselslag en strandde hij in de series van de 200 meter vlinderslag. Tijdens de Europese kampioenschappen zwemmen 2006 in Boedapest, Hongarije veroverde Boggiatto de zilveren medaille op de 200 meter wisselslag en de bronzen medaille op de 400 meter wisselslag. Op de Wereldkampioenschappen zwemmen 2007 in Melbourne, Australië werd de Italiaan uitgeschakeld in de series van zowel de 200 als de 400 meter wisselslag. In Debrecen, Hongarije nam Boggiatto deel aan de EK kortebaan 2007, op dit toernooi eindigde hij als zesde op de 200 meter wisselslag en als zevende op de 400 meter wisselslag. Op de Europese kampioenschappen zwemmen 2008 in Eindhoven, Nederland eindigde de Italiaan als vierde op de 200 en de 400 meter wisselslag. Tijdens de Olympische Zomerspelen van 2008 in Peking, China eindigde Boggiatto, voor de derde maal in zijn carrière, als vierde op de 400 meter wisselslag. Op de 200 meter wisselslag werd hij uitgeschakeld in de halve finales.